# Великий виграш
«Великий виграш» — фільм режисерів Альберта Мкртчяна і Петра Днояна, знятий у 1980 році.
Прем'єра: 28 лютого 1981 (Єреван), лютий 1982 (Москва)

## Зміст
Здавалося б, що може бути приємніше, ніж виграти в лотерею автомобіль? Так думав і кранівник Гарік, який виграв перед пенсією собі Запорожець. Та це виявилося початком його проблем, бо всі родичі тепер вирішили, що він просто зобов'язаний їх возити всюди, куди їм захочеться.

## Ролі
- Фрунзе Мкртчян — Гарник, головний герой, який виграв «Запорожець»
- Людмила Оганесян — Ашхен, дружина Гарника
- Леонард Саркісов — Хачик, брат Ашхен
- Генріх Алавердян — Маміконов, сусід Гарника, пов'язаний з крадіями
- Нерсес Оганесян — Шекоян
- Шаума Казарян — Сержик

## Знімальна група
- Режисери: Альберт Мкртчян, Петро Дноян
- Сценарист: Георгій Арутюнян
- Оператор: Левон Атоянц
- Композитор: Юрій Арутюнян
- Художник: Рафаель Бабаян